# Peugeot 605
Der Peugeot 605 (Typ 6B) war ein Fahrzeug der oberen Mittelklasse des französischen Automobilherstellers Peugeot. Es wurde von Juli 1989 bis September 1999 in Sochaux hergestellt.
Der 605 ersetzte sowohl den Peugeot 604 als auch den Peugeot 505. Mit ihm wollte Peugeot seine bis dahin breite Produktpalette in der Mittelklasse straffen.

## Modellgeschichte

### Allgemeines

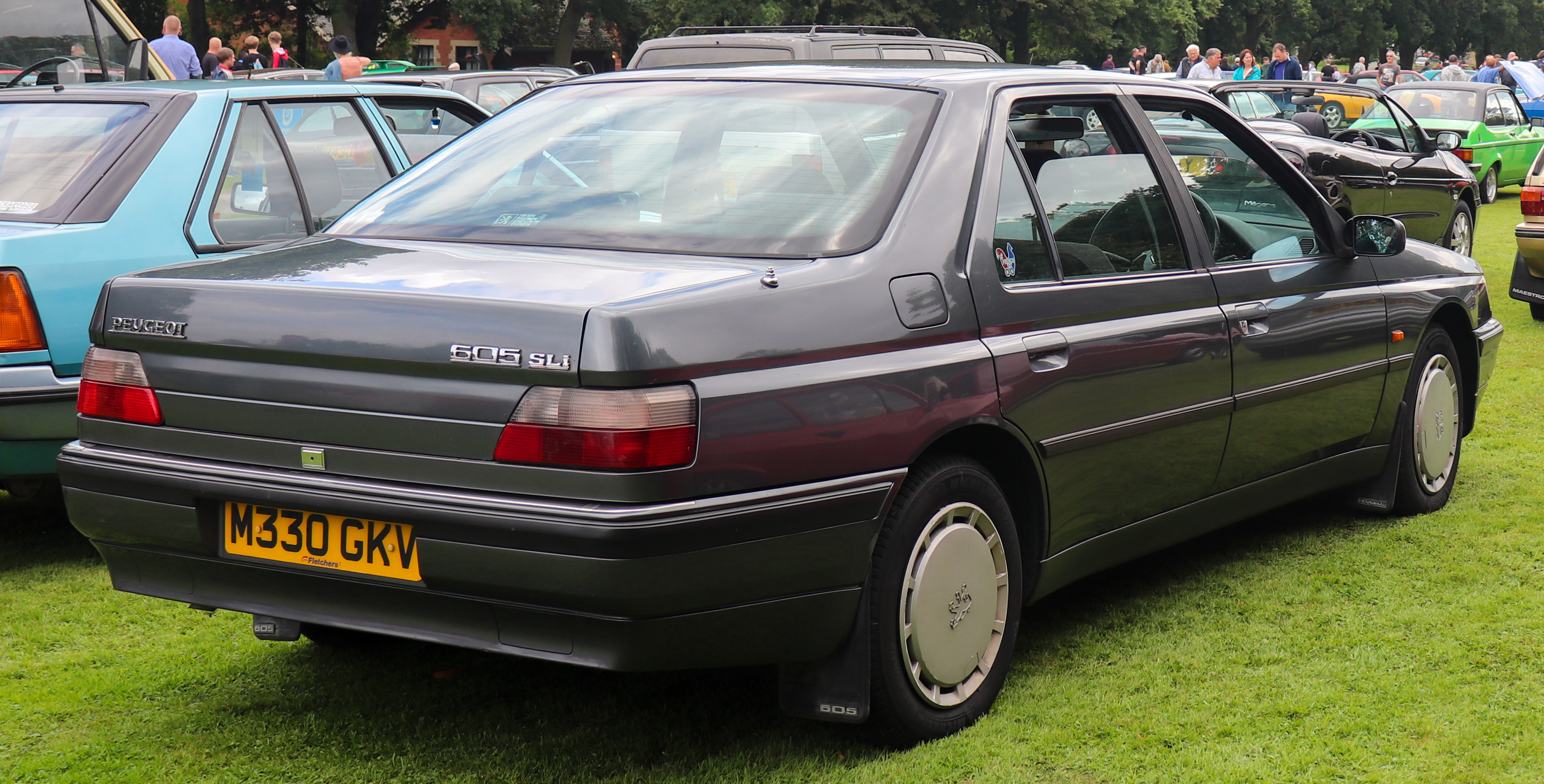
Peugeot 605

Die Plattform teilte der 605 weitgehend mit dem im Spätsommer 1989 erschienenen Citroën XM, der gleichzeitig entwickelt wurde und auch etwa zur gleichen Zeit auf den Markt kam. Beide Fahrzeuge hatten Frontantrieb (der 604 hatte noch Hinterradantrieb), wobei Peugeot allerdings darauf verzichtete, die für den XM entwickelte hydropneumatische Hydractive-Federung zu übernehmen.
Auch stilistisch war der 605 konventionell. Während der XM als Schräghecklimousine konzipiert war, gab es den 605 ausschließlich mit Stufenheck. Die Karosserie des 605 entstand unter Mitwirkung der italienischen Designstudios Pininfarina. Sie lehnte sich im Kern an die Linien des bereits ein Jahrzehnt zuvor gestalteten Ferrari Pinin an und hatte im Profil Ähnlichkeit mit dem ebenfalls von Pininfarina entworfenen Alfa Romeo 164; insbesondere die Lichtkanten an den Wagenflanken waren auffällige Gestaltungsmerkmale beider Wagen.
Obwohl die internationale Automobilpresse – auch die deutsche – dem 605 ausdrücklich Qualitäten bescheinigte, konnte sich das Auto auf dem europäischen Markt ebenso wenig durchsetzen wie der unkonventionelle XM. Die Konkurrenz der deutschen Produkte erwies sich im Marktsegment der oberen Mittelklasse, in dem Prestige eine wichtige Rolle spielte, als erdrückend. Außerdem litt der 605 (ebenso wie der XM) in der Anfangszeit unter starken Qualitätsmängeln, die seinem Ruf sehr schadeten. Peugeot stellte hier Abhilfe bereit und führte eine Rückrufaktion durch, bei der beispielsweise fast die gesamte Auspuffanlage erneuert, die Verkabelung im Motorraum erneuert und zahlreiche weitere umfangreiche und teure Arbeiten durchgeführt wurden. Damit konnten zwar die Mängel wirkungsvoll abgestellt werden, der Ruf des 605 erholte sich dennoch nicht mehr.
Bekannt wurde der 605 als Dienstfahrzeug des französischen Präsidenten Chirac sowie durch John Frankenheimers Kinofilm Ronin.
Die leistungsstärkste Version des 605 hatte einen V6-Motor mit drei Litern Hubraum, 24 Ventilen und 147 kW (200 PS) den sogenannten „Europa-V6“ PRV-Motor, der zusammen mit Renault und Volvo entwickelt worden war. Diesen Motor gab es auch in einer Version mit 12 Ventilen und 167 PS. Eindeutige Erkennungsmerkmale waren der Schriftzug SV24 am Heck und spezielle 16-Zoll-Räder. Ab 1997 wurde beide dieser Motoren durch einen neueren 3.0 V6 mit Zahnriemen ersetzt, der nur noch 190 PS leistete. Außerdem gab es einen modernen aufgeladenen 2,1-Liter-Wirbelkammermotor, der mit Ladeluftkühlung 80 kW (109 PS) leistete, und den neueren 2,5-Liter-Turbodiesel mit 95 kW (129 PS). Weitere Motoren waren ein Ottomotor mit Turbolader und 108 kW (147 PS) und der kleine Ottomotor mit 89 kW (121 PS).

### Modellpflege
Mitte 1994 flossen Airbags, Gurtstraffer und Seitenaufprallschutz in die Serie ein.
Anfang 1995 wurde der 605 an Front und Heck überarbeitet. Dadurch bekam das Fahrzeug größer wirkende Frontscheinwerfer und abgedunkelte Heckleuchten.
Im September 1999 wurde die Produktion des 605 nach 254.461 Exemplaren eingestellt. Sein Nachfolgemodell erschien im Frühjahr 2000 unter der Bezeichnung  607.

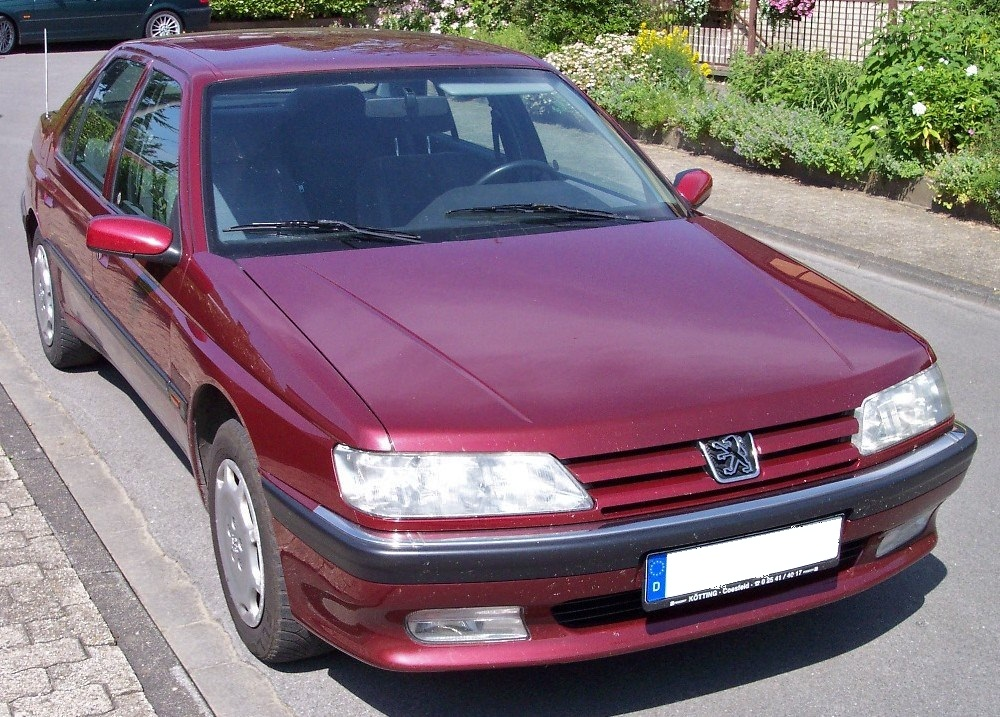
Peugeot 605 (1995–1999)
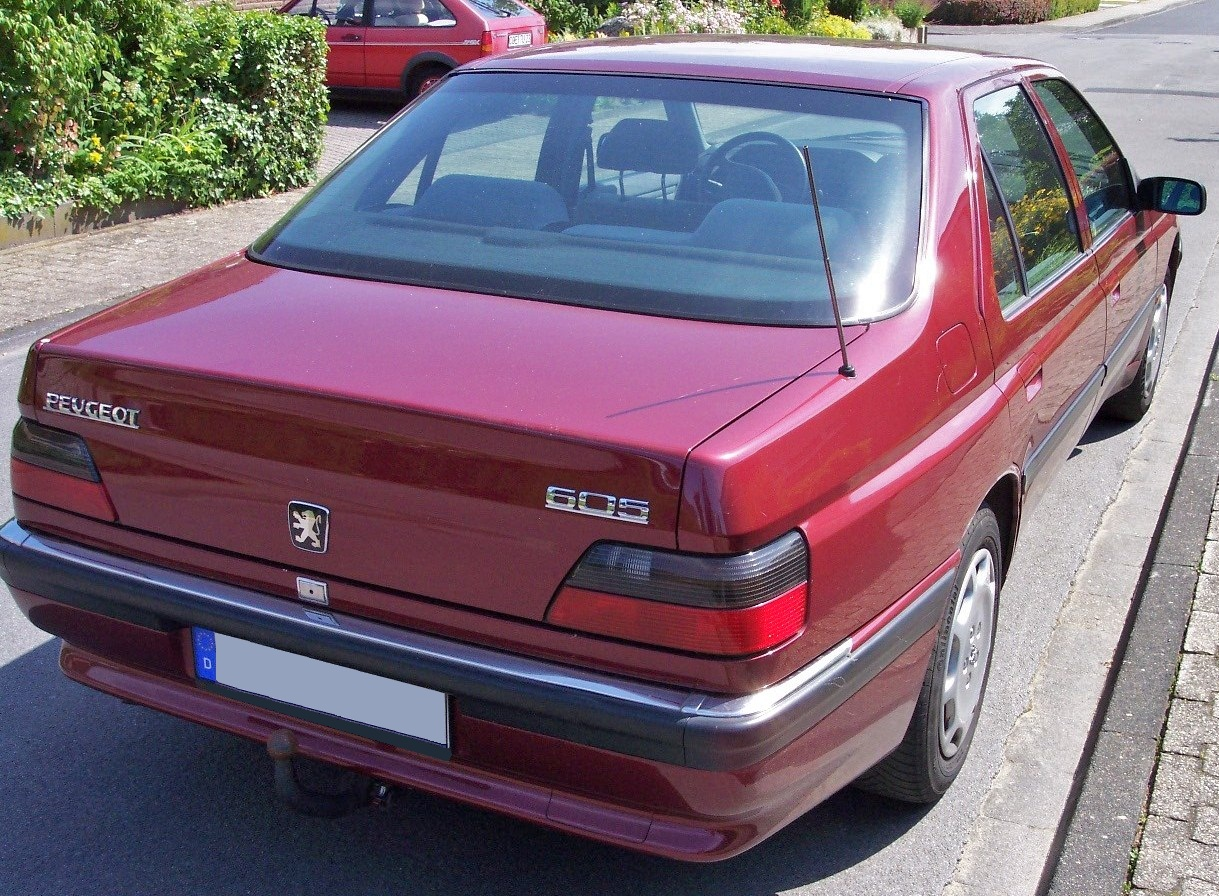
Heckansicht

## Motoren
| Modell             | MKB (Motorkennbuchstabe)       | Hubraum     | Zylinder    | Leistung        | Bauzeit         | Bemerkung      |
| Ottomotoren        | Ottomotoren                    | Ottomotoren | Ottomotoren | Ottomotoren     | Ottomotoren     | Ottomotoren    |
| ------------------ | ------------------------------ | ----------- | ----------- | --------------- | --------------- | -------------- |
| 2.0 8V (SL)        | RFW (XU10J2U)                  | 1998 cm³    | R4          | 79 kW (107 PS)  | 07/1989–06/1992 |                |
| 2.0 8V (SRi)       | RFZ (XU10J2Z)                  | 1998 cm³    | R4          | 89 kW (121 PS)  | 07/1989–06/1992 |                |
| 2.0 8V (SLI)       | RFZ (XU10J2Z)                  | 1998 cm³    | R4          | 89 kW (121 PS)  | 07/1992–07/1994 |                |
| 2.0 16V (SRi/SLi)  | RFV (XU10J4R)                  | 1998 cm³    | R4          | 97 kW (132 PS)  | 07/1994–09/1999 |                |
| 2.0 8V (SVTI/SRTI) | RGY (XU10J2TE)                 | 1998 cm³    | R4          | 104 kW (141 PS) | 07/1991–07/1994 | mit Turbolader |
| 2.0 8V (SRTI)      | RGY (XU10J2TE)                 | 1998 cm³    | R4          | 108 kW (147 PS) | 07/1994–09/1999 | mit Turbolader |
| 3.0 V6 12V (SR)    | SFZ/UFZ (ZPJ)                  | 2975 cm³    | V6          | 123 kW (167 PS) | 10/1989–06/1992 |                |
| 3.0 V6 12V (SV)    | SFZ/UFZ (ZPJ)                  | 2975 cm³    | V6          | 123 kW (167 PS) | 06/1992–10/1998 |                |
| 3.0 V6 24V         | XFZ (ES9J4)                    | 2946 cm³    | V6          | 140 kW (190 PS) | 07/1997–05/1999 |                |
| 3.0 V6 24V (SV)    | SKZ/UKZ (ZPJ4/Z)               | 2963 cm³    | V6          | 147 kW (200 PS) | 07/1989–06/1997 |                |
| 4.0 V8 32V (EL)    | -                              | 3986 cm³    | V8          | 280 KW (380 PS) | 07/1991–06/1992 | Prototyp       |
| Dieselmotoren      |                                |             |             |                 |                 |                |
| 2.1 12V D          | P9A (XUD11A)                   | 2136 cm³    | R4          | 60 kW (83 PS)   | 09/1989–06/1994 |                |
| 2.1 12V TD         | PHZ (XUD11ATE), P8C (XUD11BTE) | 2088 cm³    | R4          | 80 kW (109 PS)  | 06/1989–09/1999 | mit Turbolader |
| 2.5 12V TD         | THY (DK5ATE)                   | 2446 cm³    | R4          | 95 kW (129 PS)  | 07/1994–09/1999 | mit Turbolader |